# كيث ميرسير
كيث ميرسير (بالإنجليزية: Keith Mercer)‏ (14 أكتوبر 1956 في المملكة المتحدة - ) هو لاعب كرة قدم بريطاني في مركز الهجوم. لعب مع نادي بلاكبول ونادي ساوثيند يونايتد ونادي واتفورد.